# Prosopopoeia
Prosopopoeia, grekiska προσωποποιία, även prosopoea eller prosopopeia, latin confirmatio, är en figur inom retoriken som innebär att man, för att stödja sin åsikt, åberopar ett vittne som inte finns tillgängligt. Det kan vara en icke närvarande person, till exempel en anfader, en folkgrupp, kommande generationer, eller ett djur eller ett ting eller naturen.  Prosopopoeia kan vara en underavdelning till alla retorikens fyra huvudtroper eftersom den bygger på både kvantitet, motsats, likhet och närhet.
Genom tiderna har olika retoriker distingerat mellan att å ena sidan ge själ åt ett djur eller ett ting och låta det tala och få mänskliga egenskaper och att å andra sidan ge röst åt en person som inte är närvarande. I de fall prosopopoeia innebär att karakterisera en person som inte är närvarande, används ofta antingen en person som är död eller en person som är främmande för den egna kulturen och som därmed kan bidra med ett annat perspektiv.

## Besläktade stilfigurer
Prosopopoeia är i de fall en viss person åberopas besläktad med andra stilfigurer, såsom citat (att det någon sagt exakt återges) och ethopoeia (att någon härmas), men skiljer sig från dessa genom möjligheten att de ord som läggs i den icke närvarande personens mun inte behöver vara exakt citaterade, så länge det anpassas till personens karaktär.

## Användning
Prosopopoeia används bland annat för att vädja om medlidande eller att väcka en känsla. Figuren kan också användas för att ta upp motpartens argument i en debatt eller ett övertygande tal.

## Exempel
- Besjälning av döda föremål eller djur
  1. Om dessa väggar kunde tala skulle de …
  2. Plantorna vill ha vatten
  3. Älgarna demonstrerar, älgarna har fått nog[5]

- Icke närvarande personer eller grupper
  1. Om din pappa var här skulle han …
  2. Vad skulle de fattiga barnen i Afrika säga om de såg att du inte äter upp maten?
  3. [Anna Lindh] skulle ha stått upp för demokratin också en dag som denna [6]
  4. Men om den store Lucius Brutus skulle återuppstå och här träda fram inför er, skulle han då inte yttra följande ord? 'Jag fördrev kungar, ni inför tyranner.'[7]
  5. Vi är de döda. Vi har lett och gråtit, kärlek fått och gett. Nu ligger vi i denna vrå på Flanderns fält. Tag upp vår kamp för fred och rätt, tag mot vår fackla: en stafett.[8]